# Maquerodontinis
Els maquerodontinis o macairodontinis (Machairodontini) són una tribu extinta de fèlids de dents de sabre de la subfamília dels maquerodontins que visqueren a Nord-amèrica i el Vell Món des del Miocè mitjà fins al Plistocè superior. Se n'han trobat restes fòssils al Canadà, Espanya (incloent-hi l'abocador de Can Mata, a l'Anoia), els Estats Units, Etiòpia, França, Itàlia, els Països Baixos, Sud-àfrica, Tunísia, Ucraïna, Uganda i la Xina. Les espècies d'aquest grup podien assolir un pes de tres o quatre tones.